# Snakeboard

Snakeboard von 1993, mit nach oben gewölbtem, verripptem I-Träger aus faserverstärktem Thermoplast-Spritzguss als Mittelglied

Ein Snakeboard oder Streetboard ist eine Abart des traditionellen Skateboards, wobei die Wurzeln eher beim Surfen und Snowboarden zu finden sind.
Im Unterschied zum im Wesentlichen starren Skateboard besteht ein Snakeboard aus drei in Fahrtrichtung hintereinander liegenden Segmenten, die über vertikale Gelenkachsen verbunden sind. Die zwei endständigen Segmente tragen jeweils ein Paar Walzen (Laufräder) auf einer starren Achse unter oder sehr nahe dem jeweiligen Segmentgelenk.
Auf halber Länge des Boards (ohne Bindungen) steht vertikal eine Spiegelebene, es gibt also mechanisch keinen Unterschied zwischen Vorne und Hinten. Ein Snakeboard kann in beide Richtungen gefahren werden. Die Endsegmente sind unabhängig voneinander verdrehbar.
Eine gewisse Torsionsweichheit in der Längsachse stellt sicher, dass auch auf tordierter Fahrbahn, oder wenn nur ein Rad in eine Mulde einsinkt, alle 4 Räder Bodenkontakt haben.
Unter dem vorderen und dem hinteren Segment befindet sich jeweils eine – starre – Achse mit den Laufrädern. Die Füße des Fahrers stehen über den Achsen auf den Endsegmenten, die sich in einer Art „Lenkbewegung“ gegenüber dem mittleren Segment verdrehen lassen. Indem die Füße rhythmisch zueinander und wieder auseinander gedreht werden und gleichzeitig mit dem Oberkörper unterstützende Drehbewegungen ausgeführt werden, nimmt das Board fahrt auf. Ohne dass die Füße den Boden berühren, können so relativ hohe Geschwindigkeiten erreicht werden.
Für spezielle Tricktechniken sind separate Bindungen erhältlich, in die der Fahrer seine Füße steckt. Aktuelle Boards haben Holzdecks und sind damit für Freestyle-Skaten geeignet.

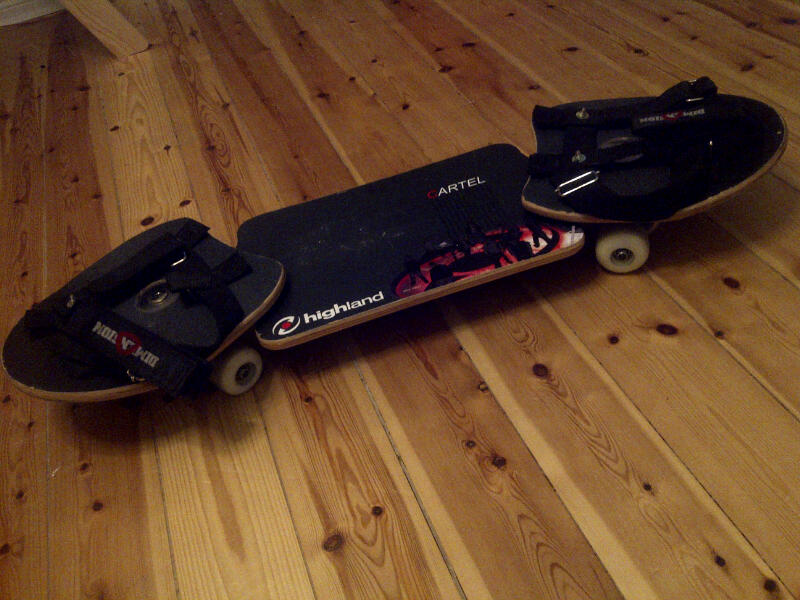
Streetboard von 2010 mit Bindungen

## Name
Streetboarding (engl.) oder Streetboarden (deutsch) ist der offizielle, von der World Streetboarding Association (WSA) im Jahre 2000 festgelegte Name des Sports. Das Sportgerät nennt sich dementsprechend Streetboard.

## Geschichte
Das Snakeboard wurde 1988 in Johannesburg, Südafrika erfunden. Drei College-Studenten, James Fisher, Oliver McLeod-Smith und Simon King, suchten nach einem neuen Boardtyp, um an steilen Straßen wie beim Surf- und Snowboarden Kurven fahren zu können. Das Abbremsen sollte ebenso funktionieren. Ihr erster Entwurf, das Ursnakeboard, trug den Namen „Wobbel-Board“. Dieses erste Board bestand aus einem Wasserrohr als Verbindungsstück („Bar“) zwischen den Fußplatten („Plates“, diese wiederum waren ausgesägte Stücke einer Tischtennisplatte) und als Achse dienten auseinandergesägte Rollschuhe.
Zeitgleich entwickelten die Firmen Alterskate und TomTom ebenfalls Streetboards. Da Fisher und McLeod-Smith den Bewegungsablauf und Grundaufbau patentierten, musste Alterskate die Produktion einstellen. Die beiden Südafrikaner gründeten die Firma Snakeboard. Absatzschwierigkeiten trieben das Unternehmen Ende der 1990er Jahre in den Bankrott. Die Patente und Namensrechte wurden von dem englischen Spielwarenhersteller „MV-Sports“ übernommen, die Firma wurde Anfang 2000 an „Toll-Collect“ weiterverkauft und produziert auch wieder.
Anfang der 2000er Jahre erwarb die amerikanische Firma Dimension Streetboards das Patent um Streetboards (Snakeboards) herzustellen. Dies war der Anfang der „From Riders for Riders“-Firmen, die von ehemaligen Pro Fahrern gegründet wurden.

## Hersteller
Derzeit werden Streetboards von mehreren folgenden Firmen hergestellt:
Dimension Streetboards (USA), Gazpacho Boards (ES), Dragan Boards (USA)
Produktion eingestellt:
Highland Streetboards (GB)
Lowboard Workshop (RF),
Click (GB), Snakeboard Streetboards (USA), GrossorG Multiboard Factory (AR)